# Paris-Cinéma
Paris-Cinéma es una película muda francesa dirigida por Pierre Chenal y Jean Mitryel 1929. Es el primer documental que muestra el funcionamiento de los aparatos cinematográficos y las técnicas cinematográficas del cine de los años 20. Chenal creó este documental para mostrar cómo se hacía una película y, al mismo tiempo, aprenderlo él mismo.

## Argumento
Piere Chenal conoce a André Rigal, que realiza una serie de dibujos en su taller. Estos esbozos se muelen en un molino de café y una caricatura sale de este en película. Alain Saint-Ogan está trabajando en Zig te Puce con su anfitrión a Champigny y desarrollando los primeros pasos del personaje del pingüino llamado Alfred. A Fontenay-sueldos-Bois, Ladislas Starewitch presenta sus futuras estrellas.